# Salut Maria
Pour plus de détails, voir Fiche technique et Distribution.
Salut Maria (en russe : Салют, Мария!) est un film soviétique en noir et blanc réalisé par Iossif Kheifitz, sorti en 1970.

## Synopsis
L'histoire se déroule en 1919. Une guerre civile fait rage dans les étendues de l'ancien Empire russe. Une guerre mondiale vient de se terminer en Europe, et les pays vainqueurs organisent une intervention militaire en Russie afin d'aider les Armées blanches dans la lutte contre le pouvoir soviétique.
Les troupes de l'Entente, y compris celles d'Espagne, arrivent dans l'un des ports du sud. La jeune clandestine Maria est chargée de propagande dans le milieu des marins et soldats espagnols. C'est alors qu'elle rencontre le marin Pablo. L'amour mutuel éclate.
La guerre civile se termine. Après une longue séparation, Maria et Pablo se retrouvent et partent cette fois ensemble pour l'Espagne en tant qu'agents du Komintern, pour préparer une révolution locale et en même temps y mener des activités de renseignement. Ils ont un fils.
Cependant, le bonheur ne dure pas longtemps, le mouvement de nazis se renforce et Pablo sera l'une de ses premières victimes. La guerre civile éclate en Espagne. Le fils de Maria, pilote de chasse, est tué dans un combat aérien. Ayant perdu son mari et son fils, Maria retourne dans son pays natal, où elle devient instructeur dans une école de renseignement soviétique.

## Fiche technique
- Réalisateur : Iossif Kheifitz
- Scénario : Iossif Kheifitz, Grigory Baklanov
- Montage : Stera Gorakova
- Décors : Isaac Kaplan, Bella Manevitch
- Compositeur : Nadejda Simonian (ru)
- Photographie : Genrikh Marandzhyan
- Production : Lenfilm
- Format de production : 35 mm - noir et blanc
- Format de projection : 1.33 : 1
- Pays d'origine :  Union soviétique
- Langue : russe
- Genre : Drame historique
- Durée : 135 min
- Dates de sortie : 14 avril 1970

## Distribution
- Ada Rogovtseva : María Fortus
- Ángel Jorge Gutiérrez Ramírez : Pablo Luis Álvarez
- Vitali Solomine : Séva Chudreev
- Vladimir Tatossov : Ignacio Mouriès
- Valentina Vladimirova : mère de Maria
- Tatiana Bedova : Olia
- Aleksandre Grave : photographe Oleksa
- Valery Zolotoukhine : Nestor Makhno
- Valentina Kovel : Galina Kouzmenko
- Pavel Kormounine : Pavel

## Récompenses
Prix pour la meilleure interprétation pour Ada Rogovtsev au festival international du film de Moscou en 1971.